# Goin’ Places
Goin’ Places (englisch für „verreisen“) ist das 13. Studioalbum der US-amerikanischen Band The Jacksons und das zweite der Gruppe, das bei Epic Records veröffentlicht wurde.

## Titelliste
1. Music’s Takin’ Over
2. Goin’ Places
3. Different Kind of Lady
4. Even Though You’re Gone
5. Jump for Joy
6. Heaven Knows I Love You, Girl
7. Man Of War
8. Do What You Wanna
9. Find Me a Girl

### Expanded Edition
1. Music’s Takin’ Over
2. Goin’ Places
3. Different Kind of Lady
4. Even Though You’re Gone
5. Jump for Joy
6. Heaven Knows I Love You, Girl
7. Man Of War
8. Do What You Wanna
9. Find Me a Girl
10. Goin’ Places (7" Version)
11. Find Me a Girl (7" Version)
12. Even Tough You’re Gone (7" Version)[1]

## Chartplatzierungen

### Album
| Jahr | Titel        | Höchstplatzierung, Gesamtwochen, AuszeichnungChartplatzierungen (Jahr, Titel, Platzierungen, Wochen, Auszeichnungen, Anmerkungen) | Höchstplatzierung, Gesamtwochen, AuszeichnungChartplatzierungen (Jahr, Titel, Platzierungen, Wochen, Auszeichnungen, Anmerkungen) | Höchstplatzierung, Gesamtwochen, AuszeichnungChartplatzierungen (Jahr, Titel, Platzierungen, Wochen, Auszeichnungen, Anmerkungen) | Höchstplatzierung, Gesamtwochen, AuszeichnungChartplatzierungen (Jahr, Titel, Platzierungen, Wochen, Auszeichnungen, Anmerkungen) | Höchstplatzierung, Gesamtwochen, AuszeichnungChartplatzierungen (Jahr, Titel, Platzierungen, Wochen, Auszeichnungen, Anmerkungen) | Höchstplatzierung, Gesamtwochen, AuszeichnungChartplatzierungen (Jahr, Titel, Platzierungen, Wochen, Auszeichnungen, Anmerkungen) | Anmerkungen                            |
| Jahr | Titel        | DE | AT | CH | UK | US | R&B | Anmerkungen                            |
| ---- | ------------ | --- | --- | --- | --- | --- | --- | -------------------------------------- |
| 1977 | Goin’ Places | — | — | — | UK45 (1 Wo.)UK | US63 (11 Wo.)US | R&B11 (13 Wo.)R&B | Erstveröffentlichung: 18. Oktober 1977 |

grau schraffiert: keine Chartdaten aus diesem Jahr verfügbar

### Singles
| Jahr | Titel Album             | Höchstplatzierung, Gesamtwochen, AuszeichnungChartplatzierungen (Jahr, Titel, Album, Platzierungen, Wochen, Auszeichnungen, Anmerkungen) | Höchstplatzierung, Gesamtwochen, AuszeichnungChartplatzierungen (Jahr, Titel, Album, Platzierungen, Wochen, Auszeichnungen, Anmerkungen) | Höchstplatzierung, Gesamtwochen, AuszeichnungChartplatzierungen (Jahr, Titel, Album, Platzierungen, Wochen, Auszeichnungen, Anmerkungen) | Höchstplatzierung, Gesamtwochen, AuszeichnungChartplatzierungen (Jahr, Titel, Album, Platzierungen, Wochen, Auszeichnungen, Anmerkungen) | Höchstplatzierung, Gesamtwochen, AuszeichnungChartplatzierungen (Jahr, Titel, Album, Platzierungen, Wochen, Auszeichnungen, Anmerkungen) | Höchstplatzierung, Gesamtwochen, AuszeichnungChartplatzierungen (Jahr, Titel, Album, Platzierungen, Wochen, Auszeichnungen, Anmerkungen) | Anmerkungen                        |
| Jahr | Titel Album             | DE | AT | CH | UK | US | R&B | Anmerkungen                        |
| ---- | ----------------------- | --- | --- | --- | --- | --- | --- | ---------------------------------- |
| 1977 | Goin’ Places            | — | — | — | UK26 (7 Wo.)UK | US52 (7 Wo.)US | R&B8 (15 Wo.)R&B | Erstveröffentlichung: Oktober 1977 |
| 1977 | Find Me a Girl          | — | — | — | — | — | R&B38 (12 Wo.)R&B | Dezember 1977                      |
| 1978 | Even Though You’re Gone | — | — | — | UK31 (4 Wo.)UK | — | — |                                    |